# جورجیا گیبس
جورجیا گیبس (انگلیسی: Georgia Gibbs؛ ۱۷ اوت ۱۹۱۹ – ۹ دسامبر ۲۰۰۶) خواننده اهل ایالات متحده آمریکا بود. وی بین سال‌های ۱۹۳۶ تا ۱۹۶۶ میلادی فعالیت می‌کرد.